# Amendement Labouchere
L'article 11 du Criminal Law Amendment Act 1885, communément connu sous le nom d'amendement Labouchere, fait de la « grossière indécence » un crime au Royaume-Uni (en). Dans la pratique, la loi est largement utilisée pour poursuivre les homosexuels masculins lorsque la sodomie réelle (c'est-à-dire, dans ce contexte, les rapports sexuels anaux) ne peut être prouvée. La peine d'emprisonnement à perpétuité pour sodomie (jusqu'en 1861, c'était la mort) est également si sévère que les poursuites abouties sont rares. La nouvelle loi est beaucoup plus applicable. Il vise également à relever l'âge du consentement aux rapports hétérosexuels. L'article 11 est abrogé (en) par l'article 13 de la loi de 1956 sur les infractions sexuelles (Sexual Offences Act 1956), qui à son tour est abrogée par la loi de 1967 sur les infractions sexuelles, qui décriminalise partiellement les relations homosexuelles masculines.
Oscar Wilde est reconnu coupable en vertu de l'article 11 et condamné à deux ans de travaux forcés. Alan Turing est reconnu coupable en vertu de cet article et condamné à des injections d'œstrogènes (castration chimique) comme alternative à la prison. Il se suicide pour échapper à la sentence.

## Contexte
La Loi de 1533 sur la Bougrerie, à l'époque d'Henri VIII, codifia la sodomie dans la loi laïque comme « vice détestable et abominable ». La loi de 1861 sur les infractions contre la personne (Offences against the Person Act 1861 (en)) a abaissé la sanction qui était la peine de mort capitale pour la sodomie, à la réclusion à perpétuité. Cette sanction a perduré jusqu'en 1967. La fellation, la masturbation et les autres actes de non-pénétration restaient licites. L'activité homosexuelle privée, bien que stigmatisée et diabolisée, était peu poursuivie à cette époque; car l'accusation devait prouver que la pénétration avait effectivement eu lieu.
En avril 1870, Boulton et Park (en) sont arrêtés pour port d'habits de drag (en) à l'extérieur du Strand Theatre (en) . Ils sont accusés de comploter en vue de commettre une sodomie avec Lord Arthur Pelham-Clinton, qui décède (probablement par suicide) plus tard cette année-là et qui était le troisième fils de Henry Pelham-Clinton, 5e duc de Newcastle. Cependant, comme il n'y avait aucun témoin réel d'un tel acte ni aucune preuve de sperme sur leurs régions postérieures, les charges ont été abandonnées.
Henry Labouchere, un député du parti Liberal pour le District de Northampton (en), était un ancien diplomate et avait fondé le journal Truth (en), qui faisait ses choux gras de l'exposition de la corruption et de la« dégénération ». En 1882, Labouchere rencontra Wilde en Amérique. Wilde le loua comme étant le meilleur écrivain en Europe, bien que Labouchre though Labouchere le critiqua en le décrivant comme un « faiseur de phrases éfféminées ». Sir Howard Vincent (en), directeur des investigations criminelles à Scotland Yard de 1878 à 1884, qualifiait les actes homosexuels de «fléau moderne ». Le magazine contemporainYokel's Preceptor, indiquait :
L'augmentation de ces monstres en forme d'hommes, communément désignés « margeries », « poofs » etc., ces dernières années, dans la grande métropole, rend nécessaire pour la sécurité du public qu'ils se fassent connaître... Le lecteur ne le croira-t-il peut-être pas, mais tel est pourtant le fait, que ces monstres marchent réellement dans la rue comme les putains, guettant une chance. Oui, le Quadrant, Fleet Street, Holborn, le Strand, etc. en sont remplis ! Non, il n'y a pas longtemps, dans le quartier de Charing Cross, ils ont affiché des affiches aux fenêtres de plusieurs maisons publiques, avertissant le public de « Méfiez-vous des gazons! ».
L'hystérie à propos des homosexuels était à son apogée à l'époque, bien que la morale contemporaine commençait déjà à remettre en question les critiques de l'activité homosexuelle. Karl Heinrich Ulrichs, un avocat allemand, a produit dans les années 1860 des écrits en faveur de l'amour entre hommes. Le qualifiant d'amour uranien, il le considérait même comme une forme d'amour supérieure à l'amour hétérosexuel commun. De même, John Addington Symonds, un poète anglais, a publié A problem in Greek Ethics en 1883. Il était sous-titré « Une enquête sur le phénomène d'inversion sexuelle adressée en particulier aux psychologues médicaux et aux juristes ». Il a plaidé pour la pédérastie grecque et a déclaré que l'ère moderne pourrait repenser ces valeurs.

## Projet de loi modifiant le droit pénal
En 1881, 1884 et 1885, John Ramsay, 13e comte de Dalhousie a présenté des projets de loi modifiant le droit pénal « pour la protection des femmes et des filles [et] la suppression des bordels» (comme leur intitulé long (en) l'indiquait). Les projets de loi ont été adoptés à la Chambre des lords mais les deux premiers ont été rejetés à la Chambre des communes par Ministère de Gladstone (en). Il a été jugé que l'augmentation proposée de l'âge du consentement exposerait les hommes au chantage. Le projet de loi de 1885 a été adopté par les Lords le 1er mai 1885, et ses développements futurs étaient alors incertains. En juillet, le rédacteur en chef de la Pall Mall Gazette, WT Stead, a été emprisonné pour avoir écrit et publié The Maiden Tribute of Modern Babylon, une série d'articles qui a provoqué une panique morale en montrant la facilité avec laquelle des jeunes filles pouvaient être « achetées » dans la rue. Le Ministère de Salisbury (en) accepté le projet de loi de Dalhousie, après sa deuxième lecture (en) aux Commons le 9 juillet 1885. Le gouvernement a apporté des amendements au projet de Loi du Parlement. Stead a écrit à Labouchere, évoquant la montée de l'homosexualité à Londres et dans d'autres grandes villes.
Labouchere a proposé son amendement à la dernière minute, à l'étape du rapport (« examen »). Frank Harris, a écrit que Labouchere l'a proposé comme un amendement dévastateur (en) pour faire paraître la loi «ridicule» et ainsi la discréditer dans son intégralité; certains citent l'obstructionnisme habituel de Labouchere et d'autres tentatives de faire couler ce projet de loi par les mêmes moyens, tandis que d'autres pensent que son rôle dans l'appel à une enquête plus approfondie sur le scandale de Cleveland Street [bordel masculin] met en contexte une tentative sincère de changer la loi de façon permanente, en instaurant des contrôles plus rigoureux contre l'homosexualité masculine,,. L'amendement a été précipitamment adopté dans les premières heures du 7 août 1885, devenant l'article 11 de la loi. Lorsque Charles Warton a demandé si l'amendement de Labouchere avait quoi que ce soit à voir avec l'intention initiale du projet de loi (telle qu'exprimée dans son titre long), le président, Arthur Peel, a répondu qu'en vertu des règles de procédure, tout amendement était autorisé avec aval du parlement (en). En 1888, le règlement a été modifié pour restreindre le type d'amendement qui pouvait être apporté à l'étape du rapport d'un projet de loi.
Labouchere, poussé à l'action par la question des normes sexuelles, a plaidé dans le débat de quatre minutes à une action forte contre les « déviants ». Il voulait à l'origine une peine minimale de sept ans de travaux forcés, mais le ministre de l'Intérieur et procureur général l'a persuadé de réduire la peine à une peine n'excédant pas un an avec ou sans travaux forcés. L'ancien procureur général, Sir Henry James, tout en soutenant l'amendement, s'est opposé à la clémence de la peine et a voulu augmenter la peine à une sanction ne dépassant pas deux ans avec ou sans travaux forcés. Labouchere a accepté et l'amendement a été adopté.

### Droit
Toute personne de sexe masculin qui, en public ou en privé, commet, ou participe à la commission de, ou procure, ou tente de procurer la commission par une personne de sexe masculin, d'un acte de grossière indécence avec une autre personne de sexe masculin, sera coupable d'un délit, et en étant reconnu coupable, sera passible, à la discrétion du tribunal, d'un emprisonnement n'excédant pas deux ans, avec ou sans travaux forcés.
Aucune définition de la « grossière indécence » n'a été fournie. John Addington Symonds a été dégoûté par l'article 11, arguant, entre autres, qu'il ne ferait que faciliter le chantage contre les homosexuels. Il a noté que la référence au fait d'être « partie à la commission de » grossière indécence servait essentiellement d'accusation de complot, permettant un plus large éventail de condamnations. Cet amendement ignorait les relations entre lesbiennes.

## Poursuites importantes
En raison de l'imprécision du terme «grossière indécence», cette loi permettait aux jurés, juges et avocats de poursuivre pratiquement tout comportement homosexuel masculin lorsqu'il ne pouvait être prouvé que l'accusé avait spécifiquement eu des relations anales homosexuelles, également appelées sodomie ou « bougrerie ». La peine était relativement légère par rapport à la peine pour l'acte de sodomie en lui-même, qui restait un crime distinct. Les avocats ont surnommé l'article 11 la « charte du maître chanteur ».
La loi a conduit à de nombreuses condamnations contre des homosexuels masculins et des homosexuels présumés. Un certain nombre se sont suicidés.

### Oscar Wilde
Wilde avait (contre l'avis d'amis comme Frank Harris et George Bernard Shaw ) poursuivi en vain en privé en diffamation le marquis de Queensberry pour avoir écrit sur une carte de visite laissée au club de Wilde que lui, Wilde, « se faisait passer pour un somdomite » (sodomite) . L'action a été encouragée par le fils de Queensberry, Lord Alfred Douglas, qui s'est enfui à contrecœur en France à l'époque pour éviter une éventuelle arrestation. L'article 11 fut rapidement invoqué pour poursuivre et condamner Oscar Wilde en 1895. Il a été condamné à la peine la plus sévère possible en vertu de la loi, que le juge a qualifiée de « totalement inadéquate pour une affaire comme celle-ci ». Wilde a été reconnu coupable de grossière indécence avec « au moins » 12 jeunes hommes entre 1892 et 1894 et a été condamné à deux ans de travaux forcés. Après la prison, Wilde a critiqué la Criminal Law Amendment Act, prédisant que la bataille contre celle-ci serait une « route… longue et rouge de martyres monstrueux ». Il a affirmé que le soi-disant amour «uranien» était «noble - plus noble que les autres formes».

### Alan Turing
Mathématicien, logicien, cryptanalyste et l'un des premiers informaticiens, Alan Turing a fait l'objet d'une enquête pour violation présumée de la loi lorsque la police a découvert un amant chez lui après que Turing eut signalé un vol mineur. Au lieu de la prison, il a opté pour une « thérapie » hormonale par injection d'œstrogènes pendant un an, féminisant légèrement son corps et perdant ses pulsions sexuelles.  Il a été gracié à titre posthume par la reine Elizabeth II en 2013 à la demande du ministre de la Justice Chris Grayling, à la suite d'une campagne de pétition,.

## Abrogation
Dans la loi de la république d'Irlande, l'article a été abrogé par la loi de 1993 sur le droit pénal (délits sexuels), qui a dépénalisé les actes homosexuels consensuels commis par des hommes de plus de 17 ans et, pour les plus jeunes, remplacé par l'article 4 de la nouvelle loi. L'article 4 a été abrogé par la loi de 2006 sur le droit pénal (infractions sexuelles). En 2019, la Cour suprême d'Irlande a déterminé que les poursuites en vertu de la loi de 1885 pouvaient être poursuivies lorsqu'un incident s'était produit avant l'entrée en vigueur de la loi de 1993.